# Токийский процесс
Междунаро́дный вое́нный трибуна́л для Да́льнего Восто́ка, более известный как Токи́йский проце́сс,— суд над японскими военными преступниками, проходивший в Токио с 3 мая 1946 года по 12 ноября 1948 года. Для проведения процесса был сформирован специальный судебный орган, в состав которого вошли представители одиннадцати государств: США, Китай, Великобритания, Австралия, Канада, Франция, Нидерланды, Новая Зеландия, СССР, Индия и Филиппины.
В качестве обвиняемых к участию в процессе было привлечено 29 человек, главным образом из числа высшего военного и гражданского руководства Японской империи. В ходе процесса было проведено 818 открытых судебных заседаний и 131 заседание в судейской комнате; трибунал принял 4356 документальных доказательств и 1194 свидетельских показания, из которых 419 были заслушаны непосредственно трибуналом. Семеро обвиняемых, включая двух бывших премьер-министров Коки Хирота и Хидэки Тодзио, были приговорены к смертной казни через повешение и казнены 23 декабря 1948 года во дворе тюрьмы Сугамо в Токио. 15 обвиняемых были приговорены к пожизненному заключению, ещё трое — к разным срокам заключения. Двое обвиняемых умерли во время процесса, один был признан невменяемым в связи с психическим заболеванием (пропагандист Сюмэй Окава), один (бывший премьер-министр Фумимаро Коноэ) — покончил жизнь самоубийством накануне ареста.

## Предыстория
Международный военный трибунал для Дальнего Востока был образован в целях реализации пункта 10 Потсдамской декларации, согласно которому «все военные преступники, включая тех, которые совершили зверства над пленными, должны понести суровое наказание». Актом о капитуляции правительство Японии согласилось с обязательностью Потсдамской декларации и обязалось выполнять все требования, которые предъявит Главнокомандующий союзными оккупационными войсками для её реализации.
Однако после капитуляции Японии среди союзников возникли серьёзные разногласия по поводу организации судебного процесса над военными преступниками. Несмотря на отсутствие консенсуса, Главнокомандующий союзными оккупационными войсками генерал Дуглас Макартур 11 сентября 1945 года распорядился начать аресты подозреваемых в совершении военных преступлений. Всего было задержано 28 человек — в основном члены кабинета министров генерала Хидэки Тодзио.

## Создание трибунала
19 января 1946 года, в день создания трибунала, Дуглас Макартур утвердил Устав Международного военного трибунала для Дальнего Востока, который устанавливал порядок формирования трибунала, его функции, а также перечислял преступления, которые были ему подсудны. Устав в целом следовал модели трибунала, который ранее был создан для проведения Нюрнбергского процесса. 25 апреля 1946 года в соответствии со статьёй 7 Устава были опубликованы Правила процедуры Международного военного трибунала для Дальнего Востока.

### Судьи
Дуглас Макартур назначил группу из одиннадцати судей, девять из которых представляли страны, подписавшие Акт о капитуляции Японии.
| Страна                                         | Судья                   | Статус (звание) |
| ---------------------------------------------- | ----------------------- | --- |
| Австралия                                      | Сэр Уильям Уэбб         | Судья Верховного суда Австралии, был председателем суда |
| Канада                                         | Эдвард Стюарт МакДугалл | Судья Апелляционного суда Квебека |
| Китайская Республика                           | Мэй Жуао                | Прокурор и член Законодательного Юаня |
| Временное правительство Французской республики | Анри Бернар             | Генеральный адвокат в Банги. Главный прокурор первого военного трибунала в Париже                                                                              |
| Британская Индия                               | Радхабинод Пал          | Преподаватель юридического факультета Калькуттского университета, судья Высокого суда Калькутты. Единственный из судей счёл, что обвиняемых следует оправдать. |
| Нидерланды                                     | Берт Рёлинг             | Профессор права Утрехтского университета |
| Новая Зеландия                                 | Эрима Харви Норткрофт   | Судья Высокого суда Новой Зеландии |
| Филиппины                                      | Дельфин Харанилья       | Генеральный прокурор, судья Верховного суда Филиппин, полковник                                                                                                |
| Великобритания                                 | Уильям Дональд Патрик   | Судья Сессионного суда Шотландии |
| США                                            | Джон Патрик Хиггинс     | Главный судья Верховного суда Массачусетса |
| США                                            | Майрон Крамер           | Генеральный судья-адвокат армии Соединённых Штатов, генерал-майор Заменил Хиггинса в июле 1946 года                                                            |
| СССР                                           | Зарянов Иван Михеевич   | Член Военной коллегии Верховного Суда СССР, генерал-майор |

### Прокуроры
Главный прокурор Джозеф Кинан представлял Соединённые Штаты и был назначен президентом США Гарри Трумэном.
| Страна                                         | Обвинитель                 | Статус (звание)                                                                              |
| ---------------------------------------------- | -------------------------- | -------------------------------------------------------------------------------------------- |
| США (главный обвинитель)                       | Джозеф Кинан               | Заместитель Генерального прокурора США, директор по уголовным делам Министерства юстиции США |
| Австралия                                      | Алан Мэнсфилд              | Судья Верховного суда штата Квинсленд                                                        |
| Канада                                         | Генри Нолан                | Заместитель Генерального судьи-адвоката Канадской армии, бригадир                            |
| Китайская Республика                           | Сян Чжэцзюнь               | Министр юстиции и иностранных дел                                                            |
| Временное правительство Французской республики | Робер Онето                |                                                                                              |
| Британская Индия                               | Панампилли Говинда Менон   | Королевский прокурор и судья Верховного суда Индии                                           |
| Нидерланды                                     | Фредерик Боргерхофф-Малдер |                                                                                              |
| Новая Зеландия                                 | Рональд Генри Квиллам      | Заместитель генерал-адъютанта Новозеландской армии, бригадир                                 |
| Филиппины                                      | Педро Лопез                | Прокурор Филиппин                                                                            |
| Великобритания                                 | Артур Коминс Карр          | Член Палаты общин парламента Великобритании и адвокат                                        |
| СССР                                           | Сергей Голунский           | начальник Договорно-правового отдела МИД СССР                                                |
| СССР                                           | Александр Васильев         | Прокурор г. Москвы Сменил С. А. Голунского                                                   |

## Обвинения
В обвинительном акте было сформулировано 55 пунктов, содержащих общие обвинения всех подсудимых и виновность каждого в отдельности. В заключении приводилось большое количество военных преступлений, таких как Нанкинская резня, Батаанский марш смерти и др.
Как и на Нюрнбергском процессе, все пункты обвинения были разделены на три категории: А, В и С.
Категория А (пункты 1—36) включала в себя обвинения в преступлениях против мира — планировании и ведении агрессивной войны и нарушении международного законодательства. Она применялась только против высшего руководства Японии.
Категория В(пункты 37—52) включала обвинения в массовых убийствах. Применялась к военным и политическим деятелям
Категория С(пункты 53—55) — обвинения в преступлениях против обычаев войны и преступления против человечности, применялись к японцам любого ранга.

## Подсудимые, приговоры и последствия
Всего было 29 обвиняемых. Ёсукэ Мацуока (министр иностранных дел) и адмирал Осами Нагано умерли во время суда от естественных причин. Сюмэй Окава (философ, идеолог японского милитаризма) был признан невменяемым и исключён из числа подсудимых. Фумимаро Коноэ (премьер-министр Японии в 1937—1939 и 1940—1941 годах) покончил с собой накануне ареста, приняв яд.
Семеро обвиняемых были приговорены к смертной казни через повешение и казнены 23 декабря 1948 года во дворе тюрьмы Сугамо в Токио. Шестнадцать обвиняемых были приговорены к пожизненному заключению; трое (Коисо, Сиратори и Умэдзу) умерли в тюрьме, остальные тринадцать были помилованы в 1955 году. К двадцати годам заключения был приговорён Сигэнори Того — министр иностранных дел и министр по делам Великой Восточной Азии; умер в тюрьме в 1949 году. К семи годам заключения был приговорён Мамору Сигэмицу — посол в СССР; в 1950 году он был помилован.
Все не казнённые и не умершие в заключении осуждённые к 1955 году оказались на свободе. Двое из них вернулись к политической деятельности и занимали высокие посты в японском правительстве. Мамору Сигэмицу стал министром иностранных дел и первым представителем Японии в ООН. Приговорённый к пожизненному заключению Окинори Кая в 1963 году был министром юстиции, а ушёл из политики только в 1972 году.

## Иммунитет от судебного преследования
Члены императорской семьи и разработчики бактериологического оружия, экспериментировавшие на военнопленных, получили иммунитет от судебного преследования.
Неприкосновенность императора Хирохито была единственной оговоркой акта о капитуляции и была распространена на всю семью. Во время процесса как американцы, так и подсудимые японские генералы тщательно следили за тем, чтобы отвести все обвинения от семьи императора. Генерал Тодзио однажды оговорился: «Ни один японский подданный… не может действовать против воли императора». На следующем слушании Тодзио откорректировал высказывание: толчком к началу войны послужила «рекомендация Верховного командования», а «император, пусть и неохотно, лишь выразил своё согласие с уже принятым решением». Генерал Иванэ Мацуи, обвинённый в Нанкинской резне, давал крайне противоречивые показания, поскольку реальным виновником был принц Асака Ясухико. В конечном счёте Мацуи принял всю ответственность на себя.
Власти США по ходатайству генерала Макартура предоставили иммунитет также руководителю программы разработки биологического оружия Сиро Исии и его подчинённым. Это было сделано в обмен на их согласие предоставить американцам «абсолютно бесценную» информацию о насильственных биологических экспериментах над людьми.